# عملية خيبر
كانت عملية خيبر هجوماً إيرانياً في الحرب العراقية الإيرانية. وكانت جزء من معركة الأهوار.

## المقدمة
بعد فشل الهجمات التضليلية عملية فجر 5 وفجر 6 في جنوب العراق، فتحت إيران جبهة في بحيرات هور الحويزة. اجتاح 250 ألف جندي إيراني الصحراء العراقية، ومع انعدام الدعم الجوي، كانت ضعيفة جداً بالمقارنة مع القوات العراقية المؤللة. وبسبب العقوبات، افتقرت إيران لقطع غيار لطائراتها أمريكية الصنع. وقد أصبحت هذه مشكلة خطيرة لإيران ما أدى إلى خسائر فادحة في الأرواح.
تمتعت إيران بقوة متحمسة من الحرس الثوري والباسيج، والتي لم يكن بالإمكان دعمها بكمية كافية من المدفعية والدعم الجوي والدبابات.

## المعركة
في 14 فبراير 1984، تمكنت إيران من عبور الدفاعات العراقية لجزيرة مجنون الغنية بالنفط. وباتت إيران الآن مستعدة لشن الهجوم النهائي لمعركة الأهوار. والخسارة كانت ستسمح للعراق باستعادة جميع الأراضي المفقودة في المعركة. كانت عملية خيبر الهجوم الاستراتيجي الأول لإيران. ولم توفر القوات الجوية الإيرانية سوى 100 طلعة قتالية في اليوم الواحد بالمتوسط، وهو ما اعتبر غير كافي. كما كانت القوات الجوية العراقية منشغلة تماماً في الجبهة الجنوبية. بسبب افتقار إيران للطائرات، فقد استخدمت مروحيات لدعم قواتها. وفي نهاية المطاف اجتاح الإيرانيين منطقة الأهوار وأجبروا العراقيين على الخروج من الجزر. وهو ما كان بمثابة كارثة كبرى للعراق.
في نهاية المطاف تكبدت إيران 20,000 خسارة في معركة الأهوار في حين ألحقت تلك المعركة 10,000 خسارة بالعراق. غير أن 10,000 كان عدد غير مقبول بالنسبة للعراق. حاولت إيران بعد المعركة، دون جدوى أن تسيطر على الطريق السريع بغداد–البصرة من خلال عملية بدر. في نهاية الحرب، طرد العراق الإيرانيين من جزيرة مجنون باستخدام تكتيكات احترافية للأسلحة المشتركة المقترنة بهجمات أسلحة كيميائية. قتل بعض القادة الإيرانيين أمثال حميد باكري وعبد الرسول زرين في هذه المعركة.

## الثبت المرجعي
- http://books.google.com/books?id=dUHhTPdJ6yIC&pg=PT877&lpg=PT877&dq=Iran+at+war+1500-1988+Badr&source=bl&ots=LrQ7K_8PLg&sig=TLuPFKmjLFNLFhghliC1E_UFBdM&hl=en&sa=X&ei=MgyHUY3GA83A4AOT4oCIAw&ved=0CEQQ6AEwBA